# Талалаївський район
Талала́ївський райо́н (Талалáївщина)— колишній район Чернігівської області України із центром у смт Талалаївка.

## Загальні відомості
Талалаївський район утворений в березні 1933. 
Межі району неодноразово змінювалися. На теренах Талалаївського району до 1928 р. було 2 райони, утворених у 1923 р. – Березівський з частиною населених пунктів, що входив до Роменської округи Полтавської губернії, та Великобубнівський з частиною населених пунктів, що також входив до Роменської округи Полтавської губернії. 1931 р. Березівський район приєднано до Великобубнівського. 1932 р. Великобубнівський (Талалаївський) район Харківської області увійшов до новоствореної Чернігівської області. У 1933 р. районний центр з Великих Бубнів перенесено у Талалаївку (утворено Талалаївський район Чернігівської області).
У 1939 р. Талалаївський район увійшов до складу новоутвореної Сумської області, у 1963 р., у зв'язку з укрупненням районів, Талалаївський ліквідовано і знову відновлено у 1966 р. у складі Чернігівської області.
З 1966 року після адміністративно-територіальних змін межує з Ічнянським, Бахмацьким, Срібнянським районами Чернігівської області, Роменським і Конотопським районами Сумської області.
Районний центр — смт Талалаївка розташований на 50 км Південної залізниці на ділянці Бахмач — Ромни та за 15 км від шляху Київ — Суми. Відстань до обласного центру залізницею — 207 км, шосейними шляхами — 265 км, до м. Суми — 180 км та до м. Київ — 210 км.
Територія району становить 632,9 км². Район має 45 населених пунктів, в тому числі селище Талалаївка та 44 сільських населених пунктів.
В районі станом на ... проживає 14,8 тис. осіб населення, в тому числі міського — 5,1 тис., сільського — 9,7 тис.осіб. Працездатного населення — 7942 осіб, пенсіонерів — 4946 , безробітних — 471.

## Географія
Клімат Талалаївщини помірно континентальний. Ґрунти — чорноземні глибокі, мало гумусні, лугові, луго чорноземні та торфоболотні. В складі ґрунтів переважають чорноземи. Бал бонітету один з найбільших в області і становить в середньому 60.
Корисні копалини в районі такі: торф'яники, нафта, природний газ, глина.
Площа лісів — 5862 га. Основні породи — дуб, береза, липа, осика. Земель водного фонду понад 2 тис. га, в тому числі під ставками — 801 га. Із заходу на схід район перетинає мала річка Роменка, охоронна зона якої перебуває у державній власності і може також мати зацікавленість для інвесторів. Територією району також протікають річки: Березовиця, Лисогір, Олава.
На території району дві залізничні станції: Талалаївка і Блотниця Південної залізниці.
Автомобільних шляхів — 173,1 км, у тому числі з твердим покриттям — 150.

## Освітня мережа
В районі діють 9 дошкільних навчальних закладів, Центр дитячої та юнацької творчості, Дитячо-юнацька спортивна школа, 14 загальноосвітніх шкіл:
- Талалаївська ЗОШ І—ІІІ ступенів
- Березівська ЗОШ І—ІІІ ступенів
- Болотницька ЗОШ І—ІІІ ступенів
- Довгалівська ЗОШ І—ІІІ ступенів
- Красноколядинська ЗОШ І—ІІІ ступенів
- Липівська ЗОШ І—ІІІ ступенів
- Староталалаївська ЗОШ І—ІІІ ступенів
- Українська ЗОШ І—ІІІ ступенів
- Харківська ЗОШ І—ІІІ ступенів
- Червоноплугатарська ЗОШ І—ІІІ ступенів
- Чернецька ЗОШ І—ІІІ ступенів
- Корінецька ЗОШ І—ІІ ступенів
- Понірська ЗОШ І—ІІ ступенів
- Скороходівська ЗОШ І—ІІ ступенів

## Пам'ятки
Пам'ятки архітектури на території району: дерев'яна Успенська церква в с. Стара Талалаївка (XIX — поч. ХХ ст., майстер Бузовський), мурована (цегляна) Михайлівська церква в с. Юрківці (XIX ст.), приміщення дерев'яної (недіючої) церкви в с. Слобідка (XIX ст.), залишки дерев'яної церкви у с. Березівка.
Археологічні пам'ятки: в с. Липове — поселення, городище і курганний могильник періоду Київської Русі (ІХ-ХІІІ ст.), один з найбільших в Україні та на території колишньої Київської Русі. На території села Красний Колядин виявлено городище І тисячоліття до н. е., VIII-ХІІІ ст., XVI–XVII ст., можливо — залишки літописного міста Глібль (Глебель), уперше згаданого під 1147 р. і 1159 р. Біля с. Грицівка — городище з поселенням ІІ-І тисячоліття до н. е., ХІ-ХІІІ ст. Біля сіл Грицівка, Корінецьке, Красний Колядин, Липове, Харкове є кургани ІІ-І тисячоліття до н. е.

## Славетні імена
На Талалаївщині народилися 5 героїв Радянського Союзу: М. Г. Кузьменко (с. Салогубівка тепер Роменського району Сумської області), М. П. Симоняк (с. Березівка), І. О. Науменко (с. Харкове), М. У. Чоботько (с. Рубанове). Звання Героя Соціалістичної Праці удостоєний директор радгоспу «Барсуківщина» С. В. Шарлай.
Серед видатних уродженців району декабрист Олександр Якубович (у с. Липове, де він народився, встановлено пам'ятник — бронзове погруддя).
У с. Понори народився Степан Данилович Ніс — український лікар, письменник, етнограф і фольклорист; у с. Українському (до 1964 р. — Ярошівка) народився український письменник, мистецтвознавець і фольклорист Василь Горленко, де й похований. У садибі Горленка гостювали український письменник Панас Мирний, український художник-архітектор В. Г. Кричевський.
У с. Березівка народилися народна артистка Російської Федерації Г. Й. Співак, український композитор М. Т. Коляда. Тут, у маєтку поміщика-мецената Трифановського, гостювали великі живописці академіки В. Д. Орловський, М. О. Врубель. Саме у Березівці влітку 1886 р. Врубель подружився з К. О. Коровіним. У 1879 р. в селі були художники брати Костянтин та Володимир Маковські. У Березівці виконав одну зі своїх прекрасних робіт «Сплячий хлопчик» скульптор М. П. Чижов.
У с. Сильченкове минули дитинство та шкільні роки І. П. Кавалерідзе — скульптора і художника, драматурга і кінорежисера. Село Болотниця пов'язане з ім'ям Г. П. Затиркевич-Карпинської, яка працювала у трупах таких корифеїв сцени, як М. Л. Кропивницький, М. П. Старицький, М. К. Садовський, у Народному театрі в Києві під керівництвом П. К. Саксаганського.
У Красному Колядині жив і працював у молоді роки й останні роки життя український революціонер-народник Яків Васильович Стефанович, член «Народної волі». На його могилі плита з написом «Стефанович Яків Васильович — український революціонер-народник. 1854–1915 рр.» Родом із села Слобідка член Спілки письменників України, літературознавець, дослідник творчості Т. Г. Шевченка Петро Петрович Ротач.
У с. Лавіркове проживає носій (хто?) кобзарських традицій старого часу, учень відомого роменського кобзаря (ім'я та прізвище кобзаря?).

## Політика
25 травня 2014 року відбулися Президентські вибори України. У межах Талалаївського району було створено 28 виборчих дільниць. Явка на виборах складала — 68,70% (проголосували 7 481 із 10 889 виборців). Найбільшу кількість голосів отримав Петро Порошенко — 37,29% (2 790 виборців); Олег Ляшко — 24,76% (1 852 виборців),  Юлія Тимошенко — 22,40% (1 676 виборців), Анатолій Гриценко — 6,35% (475 виборців), Сергій Тігіпко — 2,57% (192 виборців). Решта кандидатів набрали меншу кількість голосів. Кількість недійсних або зіпсованих бюлетенів — 0,63%. 